# James Carter (zenész)
James Carter (Detroit, 1969. január 3. –) amerikai szaxofonos, amellett virtuóz fafúvós zenész. A szintén híres dzsesszhegedűs, Regina Carter unokatestvére.

## Pályafutása
Detroitban született. Donald Washington, Sr. tanította zenélni. Fiatal korában részt vett a Blue Lake képzőművészeti táborban, ahol aztán a tábor legfiatalabb oktatója lett.
International Jazz Band-el 1985-ben − 16 éves korában − már turnézott a skandináv államokban. 1988-ban a Carlos 1 dzsesszklubban játszott. Két évvel később New Yorkba költözött.
Az 1980-as évek vége óta kiemelkedő zenész lett mint szaxofonos, a fuvolás és klarinétos is.
1996-ban részt vett Robert Altman Kansas City című filmjében, amelyben Ben Webstert alakította.
Carter a dzsessztörténet minden tetszőleges korszakait játssza a dixielandtől a fúziós-, és a free jazzig. Több egymást követő évben elnyerte a Down Beat magazin kritikusainak díját bariton szaxofon játékával.
Fellépett, turnézott és albumokon játszott Lester Bowie-val, Julius Hemphillel, a Frank Lowe & the Saxemble-lel, Kathleen Battle-lel, a World Saxophone Quartettel, Cyrus Chestnuttal, Wynton Marsalisszal, Dee Dee Bridgewaterrel és a Charles Mingus Big Banddel.
Carter a régi szaxofonok gyűjtője.

## Lemezválogatás
- JC on the Set (1994)
- Jurassic Classics (1995)
- The Real Quietstorm (1995)
- Conversion with the Elders (1996) & Tani Tabbal
- D. D. Jackson: Paired Down (1997)
- In Carterian Fashion (1998)
- Layin' the Cut  (2000)
- Chasin' the Gypsy (2000) & Regina Carter
- Gardenias for Lady Day (2003)
- Live at Baker's Keyboard Lounge (2004)
- Out of Nowhere (2005)
- Present Tense (2008)
- Caribbean Rhapsody (Roberto Sierra kompoziciói)
- At the Crossroads (2011)
- James Carter Organ Trio: Live from Newport Jazz Festival (2019)
- (D)ivo Saxophone Quartet: (D)ivo (2022)